# Francesco Mazzei (regista)
Francesco Mazzei (...) è un regista cinematografico, sceneggiatore, scrittore e produttore cinematografico italiano.

## Filmografia

### Cinema

#### Produttore
- Il mondo di notte (1960)
- Il mondo di notte numero 2 (1961)
- Il mondo di notte n° 3 (1963)
- La cintura di castità (1967)
- La ragazza di nome Giulio (1970)
- Il sergente Klems (1971)

#### Regista
- L'arma l'ora il movente (1972)

#### Sceneggiatore
- La ragazza di nome Giulio (1970)
- Il sergente Klems (1971)
- L'arma l'ora il movente (1972)